# Alsomitra macrocarpa

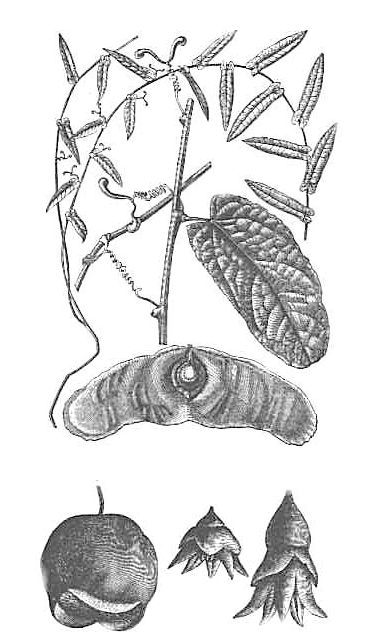
Quả mở (đường kính khoảng 30cm) (phía dưới bên trái), hoa (phía dưới bên phải), hạt có cánh (giữa), thân xoắn với tán lá (trên) - Không cùng tỷ lệ
Meyers großes Konversationslexikon

Alsomitra macrocarpa hay còn gọi là dưa chuột Java là một loài dây leo bầu bí thuộc họ bí đỏ được tìm thấy tại các khu rừng nhiệt đới châu Á thuộc Quần đảo Mã Lai và các đảo của Indonesia. Alsomitra là một chi gồm 34 loài dây leo được tìm thấy ở Đông Nam Á, Úc và Nam Mỹ.
Quả của nó thuộc dạng quả mọng có kích thước bằng quả bóng đá (đường kính khoảng 300mm) và hình chuông, lơ lửng trên tán rừng, dày đặc và có nhiều hạt. Điều đáng chú ý là hạt của nó có cánh to bằng giấy và khi chín sẽ rơi ra từ mặt dưới quả và lướt đi rất xa.
Loại cây này lần đầu tiên được mô tả dưới tên Zanonia macrocarpa vào năm 1825 bởi Carl Ludwig Blume từ vật liệu quả thể được thu thập trên núi Parang ở Java. Năm 1843, Max Joseph Roemer đã xuất bản nó dưới tên Alsomitra macrocarpa, bao gồm 7 loài không phù hợp khác trong một chi mà ông không xác định. Năm 1881, Alfred Cogniaux đã phân loại loài này là Macrozanonia macrocarpa. Tên được chấp nhận hiện tại là Alsomitra macrocarpa của Roemer.

## Nhân giống
Hạt giống có dạng quả cánh của loài này khác thường ở chỗ có hai lá bắc dẹt kéo dài ra hai bên hạt tạo thành hình dạng giống như đôi cánh, hạt được cắm dọc theo một cạnh dài và các cánh hơi nghiêng về phía sau. Khi hạt chín, cánh khô lại và mép dài xa nhất từ hạt hơi cong lên trên. Khi chín, hạt rơi ra và hình dạng khí động học của nó cho phép nó lướt ra khỏi cây. Cánh kéo dài khoảng 13 cm và có thể lướt đi với khoảng cách rất xa. Hạt giống di chuyển trong không khí như một con bướm đang bay - nó sẽ bay cao, chậm lại, nhào xuống và tăng tốc, một lần nữa tạo ra lực nâng, một quá trình được gọi là dao động phugoid. Trước đây nó thường được tìm thấy trên boong tàu trên biển.

## Cảm hứng trong ngành hàng không sơ khai
Sự ổn định tương đối của hạt giống của loài Alsomitra macrocarpa khi bay đã được Friedrich Ahlborn nghiên cứu vào những năm 1890. Được gọi chung là Zanonia, nó đã truyền cảm hứng cho một số nhà tiên phong của ngành hàng không thời kỳ đầu, đặc biệt là Igo Etrich.
Nhà tiên phong đương thời JW Dunne cũng đã nghiên cứu về hạt giống của loài Alsomitra macrocarpa nhưng loại bỏ không coi nó là một nguồn cảm hứng bởi vì mặc dù ổn định về cao độ và sự nhấp nhô nhưng nó không ổn định về mặt định hướng.